# Miasta w Kenii
Według danych oficjalnych pochodzących z 2009 roku Kenia posiadała ponad 100 miast o ludności przekraczającej 10 tys. mieszkańców. Stolica kraju Nairobi jako jedyne miasto liczyło ponad milion mieszkańców; 1 miasto z ludnością 500÷1000 tys.; 9 miast z ludnością 100÷500 tys.; 14 miast z ludnością 50÷100 tys.; 24 miast z ludnością 25÷50 tys. oraz reszta miast poniżej 25 tys. mieszkańców.

## Największe miasta w Kenii
Największe miasta w Kenii według liczebności mieszkańców (stan na 24.08.2009):
| L.p. | Miasto     | Prowincja          | Liczba ludności |
| ---- | ---------- | ------------------ | --------------- |
| 1.   | Nairobi    | miasto Nairobi     | 3 133 518       |
| 2.   | Mombasa    | Nadmorska          | 915 101         |
| 3.   | Nakuru     | Wielkiego Rowu     | 286 411         |
| 4.   | Kisumu     | Nyanza             | 259 258         |
| 5.   | Eldoret    | Wielkiego Rowu     | 252 061         |
| 6.   | Ruiru      | Centralna          | 236 961         |
| 7.   | Kikuyu     | Centralna          | 190 208         |
| 8.   | Thika      | Centralna          | 136 576         |
| 9.   | Athi River | Wschodnia          | 110 396         |
| 10.  | Garissa    | Północno-Wschodnia | 110 383         |
| 11.  | Ngong      | Wielkiego Rowu     | 104 073         |

## Alfabetyczna lista miast w Kenii
(czcionką pogrubioną wydzielono miasta powyżej 1 mln)
- Awendo
- Athi River
- Baragoi
- Bondo
- Bungoma
- Busia
- Butere
- Dadaab
- Diani Beach
- Elburgon
- Eldama Ravine
- Eldoret
- Elwak
- Embu
- Garissa
- Gilgil
- Githunguri
- Gede
- Hola
- Homa Bay
- Isiolo
- Kabarnet
- Kajiado
- Kakamega
- Kakuma
- Kangundo
- Kampi Ya Samaki
- Kapenguria
- Kapsabet
- Karuri
- Kehancha
- Kericho
- Kiambu
- Kikuyu
- Kilgoris
- Kilifi
- Kimilili
- Kiserian
- Kisii
- Kisumu
- Kitale
- Kitengela
- Kitui
- Lamu
- Langata
- Limuru
- Litein
- Lodwar
- Lokichogio
- Londiani
- Loyangalani
- Machakos
- Madogo
- Mai Mahiu
- Mairo Inya
- Malaba
- Malindi
- Mandera
- Maralal
- Mariakani
- Marigat
- Marsabit
- Masalani
- Matuu
- Maua
- Mbita Point
- Meru
- Migori
- Moi's Bridge
- Molo
- Mombasa
- Moyale
- Msambweni
- Mtwapa
- Muhoroni
- Mumias
- Muranga
- Mwingi
- Nairobi
- Naivasha
- Nakuru
- Namanga
- Nanyuki
- Naro Moru
- Narok
- Ngong
- Njoro
- Nyahururu
- Nyamira
- Nyeri
- Oduponkpehe
- Ongata Rongai
- Rhamu
- Rongo
- Ruiru
- Sagana
- Shimoni
- Siaya
- Tabaka
- Takaba
- Takaungu
- Taveta
- Thika
- Ukunda
- Usenge
- Vihiga
- Voi
- Wajir
- Wanguru
- Watamu
- Webuye
- Wundanyi
- Wote